# Fotbalový klub Mladá Boleslav
El Fotbalový klub Mladá Boleslav es un equipo de fútbol de la ciudad de Mladá Boleslav, en la República Checa. Actualmente milita en la Chance Liga, primera división del fútbol en ese país.

## Historia
Fue fundado en el año 1902 y desde entonces ha cambiado de nombre en varias ocasiones, las cuales han sido:
- 1902 – SSK Mladá Boleslav (Studentský sportovní klub Mladá Boleslav)
- 1910 – Mladoboleslavský SK (Mladoboleslavský Sportovní klub)
- 1919 – Aston Villa Mladá Boleslav
- 1948 – Sokol Aston Villa Mladá Boleslav
- 1949 – ZSJ AZNP Mladá Boleslav (Základní sportovní jednota Automobilové závody národní podnik Mladá Boleslav) – fusionado con el Sokol Slavoj Mladá Boleslav y el Sokol Meteor Čejetičky
- 1950 – fusionado con el Sokol Mladoboleslavský
- 1959 – TJ Spartak Mladá Boleslav AZNP (Tělovýchovná jednota Spartak Mladá Boleslav Automobilové závody národní podnik)
- 1965 – TJ Škoda Mladá Boleslav (Tělovýchovná jednota Škoda Mladá Boleslav)
- 1971 – TJ AŠ Mladá Boleslav (Tělovýchovná jednota Auto Škoda Mladá Boleslav)
- 1990 – FK Mladá Boleslav (Fotbalový klub Mladá Boleslav)
- 1992 – FK Slavia Mladá Boleslav (Fotbalový klub Slavia Mladá Boleslav)
- 1994 – FK Bohemians Mladá Boleslav (Fotbalový klub Bohemians Mladá Boleslav)
- 1995 – FK Mladá Boleslav (Fotbalový klub Mladá Boleslav)

## Uniforme
- Uniforme titular: Camiseta blanca, pantalón blanco, medias blancas.
- Uniforme alternativo: Camiseta azul y blanca, pantalón azul y medias azules.

## Palmarés
- Copa de la República Checa: 2

2011, 2016
- Copa de la Liga Checa: 1

2012
- Supercopa de la República Checa: 1

2013
- Czech 2. Liga: 1

2003–04
- Bohemian Football League: 1

1997–98

## Participación en competiciones de la UEFA

### UEFA Champions League
| Temporada | Ronda            | Club        | Casa | Visita | Global |
| --------- | ---------------- | ----------- | ---- | ------ | ------ |
| 2006/07   | Clasificatoria 2 | Vålerenga   | 3–1  | 2–2    | 5–3    |
| 2006/07   | Clasificatoria 3 | Galatasaray | 1–1  | 2–5    | 3–6    |

### UEFA Cup/UEFA Europa League
| Temporada | Ronda            | Club                | Casa | Visita | Global      |
| --------- | ---------------- | ------------------- | ---- | ------ | ----------- |
| 2006–07   | Play-off         | Olympique Marseille | 4–2  | 0–1    | 4–3         |
| 2006–07   | Grupo G          | Panathinaikos FC    | 0–1  |        | 5º Lugar    |
| 2006–07   | Grupo G          | FC Rapid Bucureşti  |      | 1–1    | 5º Lugar    |
| 2006–07   | Grupo G          | PSG                 | 0–0  |        | 5º Lugar    |
| 2006–07   | Grupo G          | Hapoel Tel-Aviv FC  |      | 1–1    | 5º Lugar    |
| 2007–08   | Play-off         | Palermo             | 1–0  | 0–1    | 1–1 (4–2 p) |
| 2007–08   | Grupo C          | Villarreal CF       | 1–2  |        | 4º Lugar    |
| 2007–08   | Grupo C          | IF Elfsborg         |      | 3–1    | 4º Lugar    |
| 2007–08   | Grupo C          | AEK                 | 0–1  |        | 4º Lugar    |
| 2007–08   | Grupo C          | AC Fiorentina       |      | 1–2    | 4º Lugar    |
| 2011–12   | Clasificatoria 3 | AEK                 | 2–2  | 0–3    | 2–5         |
| 2012–13   | Clasificatoria 2 | Þór Akureyri        | 3–0  | 1–0    | 4–0         |
| 2012–13   | Clasificatoria 3 | FC Twente           | 0–2  | 0–2    | 0–4         |
| 2014–15   | Clasificatoria 2 | NK Široki Brijeg    | 2–1  | 4–0    | 6–1         |
| 2014–15   | Clasificatoria 3 | Lyon                | 1–4  | 1–2    | 2–6         |
| 2015–16   | Clasificatoria 2 | Strømsgodset        | 1–2  | 1–0    | 2–2 (a)     |
| 2016–17   | Clasificatoria 3 | Shkëndija           | 1–0  | 0–2    | 1–2         |
| 2017-18   | Clasificatoria 2 | Shamrock Rovers     | 2-0  | 3-2    | 5-2         |
| 2017-18   | Clasificatoria 3 | Skenderbeu Korçe    | 2-1  | 1-2    | 3-3 (2-4 p) |
| 2019-20   | Clasificatoria 2 | Ordabasy            | 1–1  | 3–2    | 4–3         |
| 2019-20   | Clasificatoria 3 | FCSB                | 0–1  | 0–0    | 0–1         |

## Jugadores

### Jugadores destacados
| - Kerem Bulut - Martin Abraham - Roman Bednář - Miloš Brezinský - Tomáš Čáp - Lukáš Jarolím - Marek Jarolím - Václav Koloušek - Milan Kopic - Marek Kulič - Marek Matějovský - Petr Mikolanda - Jaroslav Nesvadba | - Marian Palát - Milan Páleník - Michal Papadopulos - Tomáš Pešír - Tomáš Poláček - Jan Rajnoch - Ondřej Švejdík - Daniel Tchuř - Ladislav Volešák - Petr Voříšek - Alexandre Mendy - Marko Đalović |